# Aspsik
Aspsik (Coregonus pallasii) är en art av sik som är cirka 35 cm lång och väger ungefär 1,5 kilo. Den lever vanligtvis i sjöar som ligger i Norden (främst Finland) eller i Ryssland. De förökar sig i rinnande vatten. De brukar börja leka runt oktober till december. Enligt lag får man bara fånga två aspsikar per dygn.
Deras föda är plankton och olika bottendjur. De lever ungefär 10 år om de inte blir uppätna av några andra fiskar eller blir sjuka.